# 福島県の城
福島県の城（ふくしまけんのしろ）は、福島県内に存在する、またはかつて存在した城館をとりまとめたもの。

## 福島市
- 岡本館
- 鎌田館
- 八丁目城
- 愛宕館
- 土合館
- 福島城
- 大森城
- 椿館
- 大鳥城
- 刈松田城
- 朝日館
- 本内館
- 湯野陣屋
- 飯坂城
- 平野館
- 南沢又城
- 鎌田城
- 瀬上陣屋
- 宮代館
- 五十目館

## 会津若松市
- 会津若松城
- 小田山城
- 御山館
- 飯寺館
- 允殿館
- 対馬館
- 一堰館
- 中島館
- 上雨屋城
- 下雨屋城
- 面川館A
- 面川館B
- 面川城A
- 面川城B
- 面川館山館
- 南原館
- 香塩城
- 香塩館
- 小谷城A
- 小谷城B
- 北滝沢館
- 大塚山城
- 神指城
- 下高野館
- 界沢館
- 平塚館
- 鵜ノ浦城
- 下荒居城
- 藤倉館
- 北郡館
- 代田村館
- 高館
- 島村館
- 三峯城

## 安達郡
- 玉井城

## いわき市
- 上遠野城
- 愛谷館
- 三倉城
- 比丘尼館
- 大森館
- 長友館
- 神明館
- 中柴外城
- 西小川館
- 住吉館
- 下船尾館
- 湯長谷陣屋
- 上船尾館
- 三沢館
- 水野谷館
- 館跡遺跡
- 八幡台遺跡
- 泉陣屋
- 滝尻城
- 島倉館
- 久世原館
- 高久の古館
- 小泉館
- 沼之内館
- 砂屋戸荒川館
- 神谷館
- 白土城
- 戸田館
- 磯見館
- 四倉鬼越館
- 狐塚館
- 鯨岡館
- 幕ノ内館
- 中塩館
- 岩間館
- 高月館
- 磐城平城
- 大館城
- 高久館
- 山口館
- 西郷館
- 岡部城
- 昼野館
- 高倉山舘
- 神山前館
- 小名浜陣屋
- 植田城
- 菊田館
- 大高館
- 伊勢山城
- 窪田陣屋
- 窪田城
- 国魂館

## 伊達郡（現在の伊達市を含む）
- 播磨館
- 桑折陣屋
- 伊達崎城
- 桑折西山城
- 藤田城
- 阿津賀志山防塁
- 石母田城
- 川俣城
- 城ノ倉城
- 長倉館
- 下手渡陣屋
- 月見館
- 保原陣屋
- 根子屋館
- 梁川城
- 住吉館
- 大枝城
- 小国城
- 懸田城
- 大館
- 霊山城
- 山崎城
- 河股城
- 川俣陣屋
- 高子城

## 河沼郡
- 陣ヶ峯城
- 金上館
- 雲雀城
- 笈川館
- 北田城
- 浜崎城
- 佐野館

## 岩瀬郡
- 江泉館
- 松本館
- 大里城
- 津室館
- 馬入峠防塁

## 喜多方市
- 下遠田館
- 常世館
- 新井田館
- 駿河館
- 高館城
- 慶徳城
- 丸山館
- 小布瀬城
- 青山城
- 岩尾館
- 鏡ヶ城
- 上岩崎館
- 小田付館
- 坂井館
- 塚原館
- 新宮城
- 八幡館

## 郡山市
- 篠川御所
- 篠川城
- 御代田城
- 成山館
- 穴沢館
- 黒鹿毛城
- 守山陣屋
- 守山城
- 高倉城
- 高玉城
- 母成峠防塁
- 片平城
- 鞍馬城
- 小倉城
- 横沢館
- 安子島城
- 松峯城
- 水神館
- 大槻城
- 郡山城
- 窪田城
- 宇津峰城
- 木村館
- 日和田館

## 須賀川市
- 岩瀬山城
- 稲村御所
- 稲村城
- 宇津峰城
- 横田館
- 横田陣屋
- 松山城
- 要害館
- 御所宮館
- 須賀川城
- 保土原館
- 長沼城
- 八幡崎城
- 和田城
- 越久館
- 桙衝館
- 大久保城
- 白岩館

## 西白河郡
- 小館山館
- 伊賀館
- 滑津館
- 袖ヶ城
- 国神城
- 観音山館
- タカナシ館
- 中畑陣屋
- 鷹巣館

## 石川郡
- 浅川城
- 浅川陣屋
- 里白石城
- 中里城
- 小貫城
- 大寺城
- 蒲田城
- 雲霧城
- 臥龍城
- 高御城
- 三芦城
- 藤田城
- 蓬田城
- 小平城
- 一夜館

## 双葉郡
- 新山城（標葉城）
- 権現堂城
- 請戸城
- 鴻草館
- 泉田城
- 佐山館
- 富岡城
- 真壁城
- 小浜館
- 井出城
- 楢葉城（木戸城）
- 天神山城
- 高津戸館
- 日向館
- 北原御殿
- 小塙城
- 高倉山城

## 相馬郡
- 駒ヶ嶺城
- 蓑頸城
- 谷地小屋城
- 草野館
- 福田古城
- 藤崎館

## 相馬市
- 黒木城
- 王館
- 館腰館
- 相馬中村城
- 熊野堂城
- 小野日向館
- 相馬鬼越館

## 大沼郡
- 赤館
- 向羽黒山城
- 船岡館
- 中丸城
- 丸山城
- 玉縄城
- 中山城
- 宮崎館
- 鳥海館
- 岩谷城
- 大沼赤館
- 高田城
- 沢田館
- 染田館
- 三島丸山城
- 金山丸山城

## 田村郡
- 三春城
- 熊耳館
- 七草木館
- 沼沢館
- 小野城
- 常盤城
- 船引城
- 大越城
- 斎藤館
- 西方館
- 猪久保城
- 鳴神城

## 東白川郡
- 赤坂館
- 赤館
- 中丸館
- 寺山館
- 棚倉城
- 狐屋館
- 羽黒館
- 東館
- 古矢鎌館
- 塙陣屋
- 羽黒山城
- 伊香油館
- 東館
- 関岡館
- 赤坂城
- 駒ヶ城
- 鎌田八幡館

## 南会津郡
- 沼尾館
- 小出館
- 田代館
- 小野城
- 芦ノ原館
- 舘本館
- 白岩城
- 澳田城
- 草岡館
- 小淵館
- 楢原館
- 小平城
- 上添館
- 大岩城
- 落合館
- 塩生館
- 中妻館
- 赤岡館
- 陣場館
- 小坂館
- 九々布城
- 水久保城
- 布沢城
- 梁取城
- 梁取要害山城
- 駒寄城
- 駒寄要害山城
- 東館
- 西館
- 河原崎城
- 久川城
- 鴫山城
- 田部原館
- 宮本館
- 田島陣屋
- 岩館
- 観音岩館
- 中荒井館
- 陣場
- 貝鳴山

## 南相馬市
- 阿弥陀寺館
- 牛越城
- 明神館
- 太田城
- 真野古城
- 中館
- 田中城
- 岡田館
- 小高城
- 村上城
- 中舘
- 別所館
- 萱山館

## 二本松市
- 田地ヶ岡館
- 三島館
- 二本松城
- 田小屋館
- 小浜城
- 四本松城
- 小手森城
- 住吉山城
- 百目木城
- 高田館
- 宮森城
- 住吉城

## 白河市
- 小峰城
- 関ノ森城
- 新地山館
- 小屋山館
- 東堂山館
- 新城館
- 高野館
- 白川城
- 天王館
- 白河関
- 阿瀬美館

## 本宮市
- 小屋館
- 本宮城
- 岩角城
- 菅森山館
- 瀬戸川館

## 耶麻郡
- 猪苗代城
- 反田山館
- 宇多川館
- 八手山城
- 町堤崎館
- 六郎屋敷
- 柏木城
- 桧原城
- 戸山城
- 赤館
- 綱取城
- 厳山城
- 耶麻赤館
- 羽黒山館